# Quilombo Bacabal
Bacabal é uma comunidade remanescente de quilombo, população tradicional brasileira, localizada no município brasileiro de Salvaterra na ilha do Marajó (estados do Pará). Certificado como remanescente de quilombo (reminiscências históricas de antigos quilombos) em 2006 pela Fundação Cultural Palmares.
Esta comunidade teve o Relatório Técnico de Identificação e Delimitação publicado em 2012 (etapa da regularização fundiária), mas ainda está com a situação fundiária em análise (não titulada) no INCRA, tendo apenas a desapropriação publicado em 2015.

## Tombamento
O tombamento de quilombos é previsto pela Constituição Brasileira de 1988, bastando a certificação pela Fundação Cultural Palmares:

Art. 216. Constituem patrimônio cultural brasileiro os bens de natureza material e imaterial, tomados individualmente ou em conjunto, portadores de referência à identidade, à ação, à memória dos diferentes grupos formadores da sociedade brasileira [...]
§ 5º Ficam tombados todos os documentos e os sítios detentores de reminiscências históricas dos antigos quilombos.
Portanto, a comunidade quilombola Bacabal é um patrimônio cultural brasileiro, tendo em vista que recebeu a certificação de ser uma "reminiscência histórica de antigo quilombo" da Fundação Cultural Palmares no ano de 2006.

## Salvaterra
Salvaterra é um município brasileiro da ilha de Marajó (estado do Pará), pertencente a Região Geográfica de Soure-Salvaterra (antiga Microrregião Geográfica do Arari) na Região Geográfica Intermediária de Breves na Região Norte do Brasil, localizada à latitude 00º 45' 12" S sul e a uma longitude 48º 31' 00" oeste, em uma área de 1 048,2 km².
A cidade de Salvatera, de código de identificação IBGE 1506302, possui as seguintes comunidades remanescentes: Campina, Bacabal, Santa Luzia, Rosário, Vila União, Boa Vista, Deus Ajude, Bairro Alto, Caldeirão, Pau Furado, São Benedito da Ponta, Siricarí, Providência, Mangueira, Salvá, Paixão, Campo Verde, Panema, Crista De Baleiro e, São João.

## Povos tradicionais
Povos Tradicionais ou Comunidades Tradicionais são grupos que possuem uma cultura diferenciada da cultura predominante local, que mantêm um modo de vida intimamente ligado ao meio ambiente natural em que vivem. Através de formas próprias: de organização social, do uso do território e dos recursos naturais (com relação de subsistência), sua reprodução sócio-cultural-religiosa utiliza conhecimentos transmitidos oralmente e na prática cotidiana.
Tombamento: "Art. 216. Constituem patrimônio cultural brasileiro os bens de natureza material e imaterial, tomados individualmente ou em conjunto, portadores de referência à identidade, à ação, à memória dos diferentes grupos formadores da sociedade brasileira, nos quais se incluem: Ficam tombados todos os documentos e os sítios detentores de reminiscências históricas dos antigos quilombos."

## População
A comunidade Bacabal é formada por uma população de 55 famílias, distribuido em uma área de 515,5632 hectares.

## Situação territorial
Situado na margem esquerda do igarapé Matupirituba, em confrontação com terras da Fazenda São Macário. Esta comunidade teve o Relatório Técnico de Identificação e Delimitação (RTID) publicado no dia 05 de outubro de 2012 no Diário Oficial da União - uma etapa do processo de regularização fundiária assegurando o direito de sua terra - que foi elaborado pelo Grupo Técnico Interdisciplinar, nomeado pelo Instituto Nacional de Colonização e Reforma Agrária - INCRA (Ordens de Serviço SR-01/PA/Nº 104/2010 e SR-01/PA/Nº 108/2010 baseado no Decreto 4.887/03 e IN/Nº 57/09).
O Relatório Técnico de Identificação e Delimitação (RTID) apresenta informações: históricas, antropológicas, sócio-econômicas, fundiárias, cartográficas, ambientais e ocupacionais, que compõem a regularização fundiária das terras ocupadas tradicionalmente pela comunidade remanescente de quilombo.
A comunidade está com a regulação fundiária ainda não titulada no Instituto Nacional de Colonização e Reforma Agrária - INCRA, ainda em processo, tendo apenas o decreto de desapropriação publicado no Diário Oficial da União em 23 de junho de 2015.

## Defesa
Encontros de mulheres quilombolas do Pará nas comunidades de Salvaterra ocorreram três encontros de Mulheres Negras Quilombolas do Pará: em Bacabal 2002, em Deus Ajude 2003 e, em Mangueira 2004, promovidos com a participação das associações de mulheres e o apoio do Centro de Estudos e Defesa do Negro no Pará (CEDENPA). Nos encontros o ponto central demandas das comunidades foi relacionado às situações de conflitos e o direito à terra. Para o movimento quilombola são prioridades as questões de estudo da terra e desenvolvimento de técnicas conforme práticas valorizem seus conhecimentos ancestrais.

## Dificuldades
A falta do título da terra (regularização fundiária) cria para a comunidade uma dificuldade de desenvolver a agricultura, além dos conflitos com os fazendeiros da região, que chegam a proibir o acesso dos quilombolas ao rio. As comunidades de Salvaterra possuem práticas agrícolas, dificultadas pelos conflitos de terra e fazendeiros; outras são pesqueiras e coletoras e complementam estas atividades com agricultura.

## Mídia
Em 2008, foi produzido o documentário em DVD “Salvaterra, Terra de Negro”, resultado da parceria entre o Instituto de Artes do Pará (IAP) e a Secretaria de Estado de Justiça e Direitos Humanos (Sejudh), através dos pesquisadores Edgar Monteiro Chagas Júnior e Taíssa Tavernard de Luca, que levantaram informações para a produção do documentário. O documentário traz a crítica social junto com o viés artístico das comunidades. O DVD foi presenteado às lideranças quilombolas de Salvaterra em agosto de 2009.

## Comunidades em Salvaterra
| COMUNIDADE            | PORTARIA | PROCESSO               | REF                        |
| --------------------- | -------- | ---------------------- | -------------------------- |
| CAMPINA               | 19/2004  | Certidão 04.06.2004    | [ 3 ] [ 19 ] [ 20 ]        |
| BACABAL               | 15/2006  |                        | [ 3 ] [ 19 ] [ 21 ]        |
| SANTA LUZIA           | 15/2006  | RTID 25.03.2014        | [ 21 ] [ 3 ] [ 19 ] [ 22 ] |
| ROSÁRIO               | 29/2006  | RTID 05.10.2017        | [ 3 ] [ 19 ] [ 21 ]        |
| VILA UNIÃO            | 29/2006  |                        | [ 3 ] [ 19 ] [ 21 ]        |
| BOA VISTA             | 51/2007  | RTID em elaboração     | [ 3 ] [ 19 ] [ 21 ] [ 23 ] |
| DEUS AJUDE            | 162/2010 | RTID em elaboração     | [ 3 ] [ 19 ] [ 21 ]        |
| BAIRRO ALTO           | 162/2010 | Certidão em 27.12.2010 | [ 3 ] [ 19 ] [ 21 ] [ 24 ] |
| CALDEIRÃO             | 162/2010 |                        | [ 3 ] [ 19 ] [ 21 ]        |
| PAU FURADO            | 162/2010 | Certidão em 27.12.2010 | [ 21 ] [ 3 ] [ 19 ] [ 25 ] |
| SÃO BENEDITO DA PONTA | 162/2010 | Certidão em 27.12.2010 | [ 3 ] [ 19 ] [ 26 ]        |
| SIRICARÍ              | 211/2011 | Certidão em 22.12.2011 | [ 3 ] [ 19 ] [ 21 ] [ 27 ] |
| PROVIDÊNCIA           | 28/2016  | Certidão em 07.03.2016 | [ 3 ] [ 19 ] [ 21 ] [ 28 ] |
| MANGUEIRA             | 28/2016  | Certidão em 07.03.2016 | [ 3 ] [ 19 ] [ 21 ] [ 29 ] |
| SALVÁ                 | 28/2016  | Certidão em 07.03.2016 | [ 3 ] [ 19 ] [ 21 ] [ 30 ] |
| PAIXÃO                | 28/2016  | Certidão em 07.03.2016 | [ 3 ] [ 19 ] [ 21 ] [ 31 ] |
| CAMPO VERDE           |          |                        | [ 19 ]                     |
| PANEMA                |          |                        | [ 19 ]                     |
| CRISTA DE BALEIRO     |          |                        | [ 19 ]                     |
| SÃO JOÃO              |          | Processo no Incra 2007 | [ 19 ] [ 32 ]              |